# Alex Dowsett
Alex Edward Albert Dowsett (Maldon, 3 ottobre 1988) è un ex ciclista su strada e pistard britannico, professionista dal 2011 al 2022, specialista delle cronometro, ha vinto due tappe al Giro d'Italia.
Il 2 maggio 2015 stabilisce, nel velodromo di Manchester, il record dell'ora, con 52,937 km, strappandolo all'australiano Rohan Dennis; il 7 giugno 2015 il suo record viene battuto di 1 589 metri dal connazionale Bradley Wiggins.

## Carriera
Originario dell'Essex, comincia a praticare sport, prima nuoto e poi ciclismo, per cercare di far fronte ai problemi legati all'emofilia di tipo A, di cui è malato. Sulle due ruote si dimostra presto uno specialista delle prove a cronometro, ottenendo numerosi titoli nazionali giovanili di specialità (due tra gli Juniores, due da Under-23). Nel luglio 2010, dopo essersi ripreso da una frattura alla scapola, si laurea anche campione europeo Under-23 a cronometro; in ottobre, rappresentando l'Inghilterra, consegue inoltre la medaglia d'argento a cronometro ai Giochi del Commonwealth di Delhi.
Passa professionista all'inizio del 2011 con il team britannico Sky. In quella stagione ottiene il primo successo da pro, al Tour du Poitou-Charentes; si aggiudica poi anche il titolo nazionale a cronometro, questa volta tra gli Elite, e una semitappa a cronometro al Tour of Britain. Nel 2012, pur avendo iniziato la stagione con un altro infortunio (una frattura al gomito destro), riesce a confermare il titolo di campione britannico; coglie anche un prestigioso ottavo posto nella gara Elite contro il tempo ai campionati del mondo di Valkenburg. Al termine dell'anno si trasferisce al team Movistar.
Nel 2013, vestendo la maglia della Movistar, debutta in una Grande Giro, il Giro d'Italia 2013. In quella "Corsa rosa" si aggiudica l'ottava tappa, una cronometro con partenza a Gabicce Mare e arrivo a Saltara, battendo per 10 secondi il campione olimpico di specialità Bradley Wiggins. Nel 2015 e 2016 si aggiudica il campionato nazionale a cronometro individuale. Nel 2017 vince la terza tappa del Circuit de la Sarthe, una cronometro individuale di 6,8 km, conquistando la leadership della classifica. Il giorno successivo, durante la decisiva frazione collinare, non riesce a tenere il ritmo dei migliori e si classifica a oltre 4 minuti da Lilian Calmejane, vincitore di giornata e nuovo capoclassifica. Partecipa alla Milano-Sanremo, dove si ritira. Debutta a Ottobre al Giro d'Italia, dove vince l'8ª tappa con arrivo a Vieste e precedendo l'italiano Salvatore Puccio e il connazionale Matthew Holmes. Partecipa l'anno dopo al Giro d'Italia, anche se è costretto al ritiro a causa di problemi allo stomaco.
Il 4 novembre 2021, sul velodromo messicano di Aguascalientes, a 1887 metri di quota, il britannico del team Israel tenta il record dell'Ora e chiude con 54,555 km, a poco più di due giri di pista (534 metri) dal belga Victor Campenaerts, al quale resta il primato di 55,089 km fatto stabilire il 16 aprile 2019 nel medesimo velodromo. Gli resta però la soddisfazione di aver battuto, per appena 29 metri, il record britannico di Wiggins (54,526 km). Il portacolori del team Israel Start-Up Nation ha fatto di questo tentativo di record uno spot mondiale per incoraggiare persone emofiliache come lui a fare sport.

## Palmarès

### Strada
- 2005 (Juniores, Team 100% ME, una vittoria)

Campionati britannici, Prova a cronometro Juniores
- 2006 (Juniores, Team 100% Me, tre vittorie)

Campionati britannici, Prova a cronometro Juniores
Prologo Ster van Zuid-Limburg (Borlo > Heers)
2ª tappa, 2ª semitappa Tour du Pays de Vaud (Bex, cronometro)
- 2007 (Juniores, Team 100% Me, una vittoria)

Perf's Pedal Race - Southwick
- 2008 (Under-23, Team 100% Me, una vittoria)

Campionati britannici, Prova a cronometro Under-23
- 2009 (Under-23, Team 100% Me, una vittoria)

Campionati britannici, Prova a cronometro Under-23
- 2010 (Trek-Livestrong, tre vittorie)

Campionati europei, Prova a cronometro Under-23
5ª tappa Cascade Classic (Awbrey Butte > Awbrey Butte)
Chrono des Nations-Les Herbiers-Vendée Under-23
- 2011 (Team Sky, tre vittorie)

5ª tappa Tour du Poitou-Charentes (Saint-Jacques-de-Thouars > Poitiers)
Campionati britannici, Prova a cronometro
8ª tappa Tour of Britain (Londra, cronometro)
- 2012 (Team Sky, una vittoria)

Campionati britannici, Prova a cronometro
- 2013 (Team Movistar, due vittorie)

8ª tappa Giro d'Italia (Gabicce Mare > Saltara, cronometro)
Campionati britannici, Prova a cronometro
- 2014 (Movistar Team, due vittorie)

3ª tappa Circuit de la Sarthe (Angers, cronometro)
Giochi del Commonwealth, Prova a cronometro
- 2015 (Movistar Team, tre vittorie)

4ª tappa Bayern Rundfahrt (Haßfurt, cronometro)
Classifica generale Bayern Rundfahrt
Campionati britannici, Prova a cronometro
- 2016 (Movistar Team, due vittorie)

Campionati britannici, Prova a cronometro
7ª tappa Tour de Pologne (Cracovia, cronometro)
- 2017 (Movistar Team, una vittoria)

3ª tappa Circuit de la Sarthe (Angers, cronometro)
- 2019 (Team Katusha Alpecin, una vittoria)

Campionati britannici, Prova a cronometro
- 2020 (Israel StartUp Nation, una vittoria)

8ª tappa Giro d'Italia (Giovinazzo > Vieste)

### Altri successi
- 2009 (Under-23, 100% Me, una vittoria)

Richmond Grand Prix (Criterium)
- 2011 (Team Sky, una vittoria)

Smithfield Circuit (Criterium)
- 2021 (Israel Start-Up Nation)

1ª tappa, 2ª semitappa Settimana Internazionale di Coppi e Bartali (Gatteo, cronosquadre)

### Pista
- 2015 (Movistar Team)

Record dell'ora (52,937 km)

## Piazzamenti

### Grandi Giri
- Giro d'Italia

2013: 148º
2018: 120º
2020: 120º
2021: ritirato (12ª tappa)
2022: 134º
- Tour de France

2015: ritirato (12ª tappa)
2019: 151º

### Classiche monumento
- Milano-Sanremo

2015: 158º
2017: 44º
2020: ritirato
2022: 80º
- Giro delle Fiandre

2013: ritirato
2014: ritirato
2017: ritirato
- Parigi-Roubaix

2013: ritirato
2014: ritirato
2017: 66º

### Competizioni mondiali
- Campionati del mondo su strada

Spa 2006 - Cronometro Juniores: 49º
Varese 2008 - Cronometro Under-23: 36º
Varese 2008 - In linea Under-23: ritirato
Mendrisio 2009 - Cronometro Under-23: 7º
Geelong 2010 - Cronometro Under-23: 31º
Geelong 2010 - In linea Under-23: ritirato
Limburgo 2012 - Cronosquadre: 9º
Limburgo 2012 - Cronometro Elite: 8º
Limburgo 2012 - In linea Elite: ritirato
Toscana 2013 - Cronometro Elite: 41º
Ponferrada 2014 - Cronosquadre: 6º
Ponferrada 2014 - Cronometro Elite: 20º
Richmond 2015 - Cronosquadre: 3º
Richmond 2015 - Cronometro Elite: 17º
Richmond 2015 - In linea Elite: ritirato
Doha 2016 - Cronosquadre: 6º
Doha 2016 - Cronometro Elite: 12º
Bergen 2017 - Cronosquadre: 6º
Innsbruck 2018 - Cronosquadre: 11º
Innsbruck 2018 - Cronometro Elite: 29º
Yorkshire 2019 - Cronometro Elite: 5º
Imola 2020 - Cronometro Elite: 9º
Fiandre 2021 - Staffetta: 5º

### Competizioni europee
- Campionati europei

Stresa 2008 - Cronometro Under-23: 13º
Hooglede-Gits 2009 - Cronometro Under-23: 11º
Hooglede-Gits 2009 - In linea Under-23: 70°
Ankara 2010 - Cronometro Under-23: vincitore
Glasgow 2018 - Cronometro Elite: 5º
Alkmaar 2019 - Cronometro Elite: 5º
Alkmaar 2019 - In linea Elite: ritirato
Plouay 2020 - Cronometro Elite: 4º
Plouay 2020 - In linea Elite: ritirato